# Șumița
Șumița (cz. Šumice) – wieś w Rumunii, w okręgu Caraș-Severin, w gminie Lăpușnicel. W 2011 roku liczyła 89 mieszkańców. 